# Viona Ielegems
Viona Ielegems (née à Wilrijk le 5 février 1982) est une photographe belge.

## Œuvres
Viona Ielegems est connue pour ses travaux d’inspiration gothique. Elle est également l'organisatrice du Gala Nocturna